# Loxocera rufa
Loxocera rufa är en tvåvingeart som beskrevs av Friedrich Hermann Loew 1874. Loxocera rufa ingår i släktet Loxocera och familjen rotflugor. Inga underarter finns listade i Catalogue of Life.